# ニック・スタウスカス
ニコラス・トマス・スタウスカス (Nikolas Tomas Stauskas 1993年10月7日 - )は、カナダ・オンタリオ州ミシサガ出身の元バスケットボール選手。ポジションはシューティングガード。

## 来歴
カナダ・オンタリオ州の地元の高校に2年間通った後渡米し、コネチカット州、マサチューセッツ州の高校に通い、ミシガン大学に進学。ティム・ハーダウェイ・ジュニア、トレイ・バーク、グレン・ロビンソン3世らと共に同大学のスター選手として活躍した。

2年間活躍した後に2014年のNBAドラフトにアーリーエントリーを表明し、全体8位という高い評価を受け、サクラメント・キングスから指名された。
2015年7月2日、大型トレードでフィラデルフィア・76ersに移籍した。
2017年12月7日、トレバー・ブッカーとのトレードでブルックリン・ネッツに移籍した。
2018年7月5日、ポートランド・トレイルブレイザーズに1年契約で加入した。
2018-19シーズン以降はNBAGリーグなどでプレー。
2021年12月31日、マイアミ・ヒートと10日間契約を結んだ。

## 家族
両親はリトアニアからの移民で、スタウスカスもリトアニア語を話すことができるという。